# 神机妙算
《神机妙算》（Le clan des siciliens ，又译作《西西里黑帮》），是1969年的一部法国电影，由亨利·韦尔讷伊导演，加温、文图拉、德隆等参与演出。本片的市场主要来自三个当时最红的明星合作。

## 剧情
珠宝抢劫犯罗杰·萨泰（Roger Sartet）在由巴黎押往Fresnes监狱(位于巴黎南部郊区）的过程中被Template:西西里人〡西西里裔黑手党马纳莱斯（Manalese）家族所救起，由此成为该黑手党的一员。不久之后，这个黑帮在萨泰冒充一名英国珠宝鉴定人士的身份的情况下全员登机（航线为Template:巴黎奥利机场〡巴黎至[[{{纽约肯尼迪国际机场〡纽约}]]），成功地骗过了法、美两地警方，成功截获机上的珠宝。然而后来该黑帮的悲剧下场（教父Vittorio Manalese及大多数成员在巴黎被捕，萨泰与Vittorio的女婿被Vittorio骗到巴黎郊区的一处建筑工地上杀害），竟然是由萨泰和女婿的一段私情录像带以及巴黎警探Le Goff和全市警察的机智破案造成的。

## 演员
- Jean Gabin 饰 Vittorio Manalese
- 阿兰·德隆 饰 Roger Sartet
- Lino Ventura 饰 Le Goff
- 伊夫·勒菲弗尔 饰 Maria Manalese
- 马克·波雷尔 饰 Aldo Manalese